# Helge Nygrén
Helge Erkki Waldemar Nygrén, född 30 oktober 1924 i Helsingfors, död där 16 december 1992, var en finländsk idrottsjournalist.
Nygrén var bland annat redaktionssekreterare vid TUL-lehti 1945–1953 och chefredaktör för Urheilun Kuva-aitta 1953–1960 samt för Moottoriurheilu 1963–1965; pr-chef vid Oy Suomen autoteollisuus Ab 1965–1978. Han skrev och redigerade ett stort antal idrottshistoriska arbeten, bland annat det omfattande verket Suuri olympiateos (6 band, 1978–1988, tillsammans med Markku Siukonen). Hans privata idrottsbibliotek omfattande inemot 6 000 band förvaras på Finlands idrottsmuseum.
Nygrén erhöll professors titel 1980 och blev hedersdoktor i gymnastik- och idrottsvetenskaper 1982.